# Serranito
Il serranito è un panino tradizionale a base di lonza di maiale, jamón serrano, pomodori e peperoni tradizionale dell'Andalusia, in Spagna.

## Storia
Si pensa che il serranito fosse stato ideato negli anni 1970 in due bar che prendevano il nome di "Échate pa’ ya", che si trovavano nei quartieri di Cerro del Águila e Juan XXIII di Siviglia. Successivamente, José Luis Cabeza Hernández, che, durante i suoi trascorsi da toreador, era conosciuto come José Luis del Serranito, registrò il marchio "Serranito". I due stabilimenti che producevano il panino rimasero in attività nel corso degli anni 1980. Oggi, oltre che un apprezzato cibo da strada, il serranito è una tapa tipica di Siviglia.